# Teinostoma fernandesi
Teinostoma fernandesi é uma espécie de gastrópode  da família Skeneidae.
É endémica de São Tomé e Príncipe.